# Une Cadillac en or massif
Pour plus de détails, voir Fiche technique et Distribution.
Une Cadillac en or massif (The Solid Gold Cadillac) est un film américain en noir et blanc réalisé par Richard Quine, sorti en 1956.
Il s'agit de l'adaptation d'une pièce à succès de George S. Kaufman et Howard Teichmann (1953)

## Synopsis
Une modeste actrice hérite de dix actions d'une importante société :  elle décide d"assister au conseil d administration et de moraliser l'entreprise...

## Fiche technique
- Titre : Une Cadillac en or massif
- Titre original : The Solid Gold Cadillac
- Réalisation : Richard Quine
- Scénario : Abe Burrows, d'après la pièce de George S. Kaufman et Howard Teichmann (1953)
- Photographie : Charles Lang
- Montage : Charles Nelson
- Musique : Cyril J. Mockridge, George Duning (non crédité)
- Décors : Louis Diage, William Kiernan
- Costumes : Jean Louis
- Direction artistique : Ross Bellah
- Producteur : Fred Kohlmar
- Société de production : Columbia Pictures
- Format : noir et blanc et scène finale en couleur (Technicolor) — 35 mm — 1,66:1 — Son Mono (RCA Sound Recording)
- Genre : Comédie
- Durée : 99 minutes
- Dates de sortie :
  -  États-Unis : 22 août 1956
  -  France : 11 janvier 1957
- Affiche : Georges Kerfyser (France)

## Distribution
- Judy Holliday (VF : Jacqueline Porel) : Laura Partridge
- Paul Douglas (VF : Pierre Morin) : Edward L. McKeever
- Fred Clark (VF : Claude Péran) : Clifford Snell
- John Williams (VF : Jean-Henri Chambois) : John T. Blessington
- Hiram Sherman : Harry Harkness
- Neva Patterson : Amelia Shotgraven
- Ralph Dumke (VF : Georges Hubert) : Warren Gillie, un administrateur
- Ray Collins (VF : Jean Brochard) : Alfred Metcalfe, un autre administrateur
- Arthur O'Connell (VF : Camille Guérini) : Mark Jenkins
- Harry Antrim (VF : Raymond Rognoni) : le sénateur Simpkins
- Jack Latham (VF : Raymond Loyer) : Bill Parker, le présentateur
- Voltaire Perkins (VF : Jean Brunel) : le juge du tribunal
- Maurice Manson (VF : Abel Jacquin) : l'avocat de la compagnie
- George Burns (VF : Robert Dalban) : le narrateur

## Réception critique
Bosley Crowther du New York Times a salué l'interprétation de Judy Holliday, estimant que, reprenant le rôle créé par Josephine Dull au théâtre, elle « le secoue si violemment qu'il ne s'en remettra pas de sitôt ». Néanmoins, il trouve que les méchants de la pièce n'étaient pas particulièrement convaincants : « Les obstacles élaborés par les auteurs ne sont qu'un alignement de petites figures de cartes à jouer ». Son jugement d'ensemble reste assez positif : « cela constitue une évasion divertissante, mais, intellectuellement, cela ne va pas très loin »

## Récompenses et distinctions
Jean Louis gagna l'oscar des meilleurs costumes. Les décors de Ross Bellah, William Kiernan et Louis Diage furent également nommés.